# بارت كوين
بارت كوين (19 فبراير 1917 بفورت واين في الولايات المتحدة - 3 مارس 2013 بلوس ألاميتوس في الولايات المتحدة) (بالإنجليزية: Bart Quinn)‏ هو لاعب كرة سلة أمريكي في مركز هجوم صغير الجسم.

## وصلات خارجية
- بارت كوين على موقع سبورتس رفرنس (الإنجليزية)